# 鶴岡修
鶴岡 修（つるおか おさむ、1947年6月18日 - ）は、日本の俳優。東京都中央区霊岸島出身。ラッシュアップ所属。
身長178cm。体重70kg。血液型O型。
趣味は釣り、ビリヤード。特技は九州弁、関西弁、将棋、フェンシング。

## 出演作品

### 映画
- 女教師 私生活（1973年、日活） - 柴田啓介
- 秘本 乱れ雲（1974年、日活） - 俊次 ※デビュー作[2]
- 花嫁は濡れていた（1974年、日活） - 高見敏雄 ※主演
- 秘本 むき玉子（1975年、日活） - 鶴田要之助
- 女高生100人 (秘)モーテル白書（1975年、日活） - 三村勲
- 宇能鴻一郎の濡れて立つ（1976年、日活） - 従兄の君雄
- 禁断 制服の悶え（1976年、日活） - 藤山保
- 全開 特出し姉妹（1976年、日活） - 光一
- ルナの告白 私に群がった男たち（1976年、日活） - 丸谷昌一
- 夕顔夫人（1976年、日活） - 木崎幹夫
- 悶絶!! どんでん返し（1977年、日活） - 北山俊男 ※主演
- 野球狂の詩（1977年、日活） - 山井記者
- 性と愛のコリーダ（1977年、日活） - 畑野巡査
- 団地妻 雨やどりの情事（1977年、日活） - 相良
- 女子大生 ひと夏の経験（1977年、日活） - 太一
- 詩雨おばさん（1977年、日活） - KCIA・C
- 女教師（1977年、日活） - 浅井文彦
- 性愛占星術 SEX味くらべ（1978年、日活） - 北沢明
- 団地妻　二人だけの夜（1978年、日活） - 亀山六次郎
- 未亡人下宿 ただのり（1978年、日活）
- 殺人遊戯（1978年、東映セントラルフィルム）
- おんなの寝室 好きくらべ（1978年、日活） - 内藤純一
- セミドキュメント にせ婦人科医（1979年、日活）
- セミドキュメント ぶち込みたい（1979年、日活）
- 昼下がりの女 挑発!!（1979年、日活） - 健
- さらば映画の友よ インディアンサマー（1979年、日活） - キャバレー支配人
- 売春グループ 欲情する人妻（1979年、日活）
- エロス学園 発情時代（1979年、日活） - 富田
- レイプハンター 狙われた女（1980年、日活） - 中原俊一
- 若妻官能クラブ 絶頂遊戯（1980年、日活） - 浩一郎
- 単身赴任 新妻の秘密（1980年、日活） - 赤木精一
- 泣く女（1980年、日活） - 日高俊夫
- 野獣死すべし（1980年、東映） - 司ゼミ同窓会出席者（東京大学経済学部）
- 月光仮面 THE MOON MASK RIDER（1981年、日本ヘラルド映画）
- 制服体験トリオ わたし熟れごろ（1981年、日活） - 伊藤三好
- 快楽温泉郷 女体風呂（1981年、日活） - 小山
- 天使のはらわた 赤い淫画（1981年、日活） - 阿川
- 闇に抱かれて（1982年、日活）
- くいこみ海女 乱れ貝（1982年、日活） - 岩瀬源太郎
- 女子学生 淫舞（1982年、日活）
- 五連発SEX（1982年、日活）
- 火照る姫（1983年、日活） - 元持宏明
- お姉さんの太股（1983年、日活） - 前川
- 私の中の娼婦（1984年、日活） - 郁子の男
- イヴの濡れてゆく（1985年、日活） - 井上
- 処女のはらわた（1986年、日活） - 糸村
- あぶない刑事（1987年、東映） - 守衛
- 行き止まりの挽歌 ブレイクアウト（1988年、日活） - 大山鑑識課員
- 交渉（2000年、エクセレントフィルム）
- FAMILY（2001年、エクセレントフィルム） - 大前田東作
- 髪がかり（2008年、エクセレントフィルム）
- プライド（2009年、エクセレント・フィルムズ）
- おみおくり（2018年、エクセレント・フィルムズ）

### テレビドラマ
NHK
- 大河ドラマ
  - 風と雲と虹と 第15話「伊予の海霧」（1976年） - 武者
  - 草燃える（1979年） - 摂政基通
  - 獅子の時代（1980年） - 兵士
- 土曜ドラマ
  - 男たちの旅路 第4部 第3話「車輪の一歩」（1979年）
  - 否認 -後編-（1994年）
- 水曜時代劇 / 御宿かわせみ 第15話「江戸は雪」（1981年）

日本テレビ
- 泣かせるあいつ 第17話「翼よ! 心あらば伝えて」（1976年）
- 大都会シリーズ
  - 大都会 PARTII（1977年）
    - 第1話「追撃」
    - 第34話「野獣を撃て」

  - 大都会 PARTIII
    - 第4話「吠えるショットガン」（1978年）
    - 第34話「ストリート・ガール」（1979年）
    - 第36話「密告屋」（1979年）
    - 第47話「脅迫者を消せ」（1979年）
- 探偵物語 第22話「ブルー殺人事件」（1980年）
- 太陽にほえろ!
  - 第343話「希望のサンバ」（1979年） - 小森ボクシングジムのボクサー
  - 第360話「ボンは泣かない」（1979年） - 溝口
  - 第391話「黄色いボタン」（1980年） - 日新興産社員
  - 第551話「すご腕ボギー」（1983年） - シヅオカヤ店長
  - 第597話「戦士よさらば ボギー最後の日」（1984年） - 坂口竹夫
  - 第635話「いい加減な女」（1985年） - 遊園地管理事務所所員
  - 第680話「陽ざしの中を」（1986年） - 西南製薬人事課長
- プロハンター（1981年）
  - 第3話「逃亡遊戯」
  - 第16話「悪い女」
- 火曜サスペンス劇場
  - 孤独な狩人（1982年）
  - 女子高校生への鎮魂曲（1983年）
  - 恐怖 邪魔な女を殺して始まった新婚生活に忍びよる破局!（1983年）
  - 警視庁鑑識班
    - 第3作（1987年） - 田辺警部補
    - 第6作（1998年）
    - 第16作（2003年） - 根本透

  - サンタクロース殺人事件（1990年）
  - 再婚する女（1991年）
  - 九門法律相談所 第10作（1999年）
- 誇りの報酬 第24話「愛は永遠に…」（1986年） - 町田
- あぶない刑事 第34話「変身」（1987年） - 港栄海運幹部
- 土曜グランド劇場 / 検事・若浦葉子（1991年）
- ドラマシティー'92 危険なパーティー（1992年）
- 刑事貴族3 第15話「愛のためらい」（1992年）
- 水曜ドラマ / 警視庁鑑識班2004 第10話「誘拐犯との接触失敗が呼んだ母の逃避行」（2004年） - 小笠原刑事
- 地獄少女 第8話「聖夜の奇跡」（2006年） - 岩崎修一郎

TBS
- 木下恵介・人間の歌シリーズ 第5作「冬の華」（1971年）
- 高原へいらっしゃい（1976年）
  - 第4話
  - 第5話 ※ノンクレジット
- グッドバイ・ママ 第4話（1976年）
- Gメン'75 第112話「宇宙食の恐怖」（1977年） - 刑事
- 青春の門 第二部「自立編」 第17、18話（1978年）
- 七人の刑事 第3シリーズ 第3話「ブルートレインはふるさと行」（1978年）
- 噂の刑事トミーとマツ
  - 第1シリーズ（1980年）
    - 第23話「男ならトミコぬきで勝負しろ!」
    - 第41話「俺はハードボイルドだど!」 - 吉岡

  - 第2シリーズ（1982年）
    - 第5話「トミマツの阿波踊り! 爆弾魔のふざけた命令」
    - 第15話「笑撃のガンプレイ! 噴火口の対決」
- 花王 愛の劇場
  - あした幸福（1981年）
  - わが子よII（1982年）
- 聖母たちの行進（1983年）
- 高校聖夫婦 第18話「波に裂かれた愛」（1983年）
- 不良少女とよばれて（1984年）
  - 第17話「デッド・ヒート」
  - 第18話「グッバイ・ラブ」
  - 第20話「ネバー・ドロップ」
  - 第21話「エバー・オンワード」
- うちの子にかぎって… 第2期 第5話「スチュワーデス物語」（1985年） - 里見恵一
- 水曜ドラマスペシャル 棄てられた女 前篇・後篇（1985年）
- 女子高生!キケンなアルバイト 第1話（1991年）
- 月曜ドラマスペシャル
  - 拝啓オグリキャップ様（1991年）
  - 涙のアンパンマン・マーチ（1997年）
  - 暗くなるまで待って（1999年）
- 月曜ミステリー劇場→月曜ゴールデン
  - 西村京太郎サスペンス 十津川警部シリーズ
    - 第33作「東北新幹線『はやて』殺人事件」（2004年） - 池内昭一
    - 第51作「京都～小浜殺人迷路～八百比丘尼伝説の怪～」（2014年） - 三浦宗次

  - 夜の終る時（2007年）
  - 湯けむりバスツアー 桜庭さやかの事件簿 第4作（2012年） - 成田

フジテレビ
- 大空港 第17話「戦慄!!ハネムーン・ツアージャック」（1978年） - 佐藤康彦
- 流れ星佐吉 第3話「恋と盗みの大勝負」（1984年）
- 木曜ドラマストリート 恐怖のドライブ（1986年）
- 木曜ゴールデンドラマ 愛されたい妻たち（1988年）
- 金曜ドラマシアター→金曜エンタテイメント
  - 夕陽炎炎（1991年）
  - 嘘（1993年）
  - 浅見光彦シリーズ（榎木孝明版） 第5作「別府・姫島殺人事件」（1997年） - 福富一雄
  - おだまりコンビシリーズ 第3作「芸能界殺しのオルゴール」（2000年）
  - お局探偵亜木子&みどりの旅情事件帳 第4作（2001年） - 刑事
- 世にも奇妙な物語 「ボロボロ」（1991年）
- ダブルスコア 第8話「真ノ介死す! マジ?俺、生ゴミくさい?」（2002年）

テレビ朝日
- 西部警察シリーズ
  - 西部警察
    - 第1話「無防備都市 -前編-」（1979年） - 野村（共立銀行支店行員）
    - 第29話「島原の子守唄」（1980年） - 杉山明
    - 第41話「バニング・レディ」（1980年） - 矢沢勇二
    - 第73話「連続射殺魔」（1981年） - 荒木里志（中光商事係長）
    - 第101話「甦れ、ヨタロー!」（1981年） - 岩下明男

  - 西部警察 PART-II 第16話「追撃」（1982年） - 元井順三
  - 西部警察 PART-III
    - 第9話「白銀に消えた超合金X! -福島・前篇-」（1983年） - 山県の友人
    - 第22話「最上川舟唄」（1983年） - 松本（新生金融幹部）
    - 第30話「謀殺のタイムリミット」（1983年） - 石川ひさし
    - 第43話「走れ一兵! 成田発PM3」（1984年） - 金子昭一
    - 第61話「幻のチェッカーフラッグ」（1984年） - 竹田孝平
    - 第67話「真夜中のゲーム」（1984年） - 星野の同僚（中光不動産）
- 特捜最前線
  - 第171話「プノンペンから来た女!」（1980年）
  - 第219話「鉢植えを抱えた17才!」（1981年）
  - 第231話「十字路・ビラを配る女!」（1981年）
  - 第263話「痴漢になった老刑事!」（1982年）
  - 第280話「黙秘する女!」（1982年）
  - 第355話「トルコ嬢のしあわせ芝居!」（1984年）
- ザ・ハングマンシリーズ
  - ザ・ハングマン 燃える事件簿→ザ・ハングマン（1981年）
    - 第10話「横領結婚」 - 東都銀行行員
    - 第39話「悪医者は吸血処刑」 - 大徳寺の秘書

  - ザ・ハングマンII（1982年）
    - 第13話「裏切り警官あぶり出し作戦」 - 警視庁警防課刑事
    - 第23話「女帝と社長の色と欲 ニセ秘宝展をあばけ」

  - ザ・ハングマン6 第10話「美少女がエイズの罠にはまる!」（1987年） - 山岸の部下
- 人妻捜査官 第2話「疑惑!? 美人妻の集る喫茶店」（1984年）
- 月曜ワイド劇場 母になれない女（1985年）
- 土曜ワイド劇場
  - 迷探偵記者羽鳥雄太郎と駆け出し女刑事シリーズ 第4作「山陰の秘湯湯村温泉に殺意が走る!」（1987年）
  - OL潜入! ニッポン風俗名所 新宿-道頓堀-中洲 危険旅行（1989年）
  - もう一つの旅路（1991年）
  - 牟田刑事官事件ファイル 第27作「横浜～米子連続殺人!」（1999年） - 青木博司
  - 夜桜お七殺人事件〜二つの顔を持つ女〜（2006年）
- さすらい刑事旅情編III 第16話「告訴せず! 通り魔に襲われた女教師」（1991年）
- 木曜ドラマ / 七人の女弁護士 第1シリーズ 第7話「疑惑のトリカブト殺人! 密会写真トリックの罠」（1991年）
- 裏刑事-URADEKA- 第3話「女教師連続レイプ魔を消せ!」（1992年）
- 真夏の刑事 第6話「疑惑のレイプ!? お見合いパブの女」（1992年）
- 月曜ドラマ・イン / ガラスの仮面 第2シリーズ（1998年） - 藤倉栄
  - 第5話「仕組まれた罠!? あなたを許さない!!」
  - 第6話「運命のライバル激突! ふたりの王女!!」
- はみだし刑事情熱系
  - PART2 スペシャル「首都圏大パニック! 不連続殺人予告の謎!?」（1997年）
  - PART4 第22話「留置場に入った兵吾 恋するサギ師の涙!」（2000年）
- 保険調査員ハナコ・時価一億円の女「なまはげが見ていた秘密の会話」（2006年）
- 相棒 season5 第18話「殺人の資格」（2007年） - 伊庭剛憲
- スペシャルドラマ テレサ・テン物語〜私の家は山の向こう（2007年）

12ch（テレビ東京）
- 恐竜戦隊コセイドン 第4話「ゴドメス軍団の追撃 人間狩り」（1978年） - タダ
- 大江戸捜査網
  - 第602話「母を許して! 花街子連れ唄」（1983年）
  - 新 大江戸捜査網 （1984年）
    - 第9話「鈴の音は女の涙唄」 - 綱五郎
    - 第20話「男を誘うはぐれ蝶」 - 富松
- お助け同心が行く! 第12話「消えた花嫁」（1993年）
- 水曜ミステリー9
  - おもかげ商店街騒動記（2005年）
  - 信濃のコロンボ事件ファイル 第14作「死あわせなカップル」（2007年） - 山田署長
- ケータイ捜査官7（2008年）

BSジャパン
- 女と愛とミステリー→水曜ミステリー9
  - 刑務所の医者 若宮冴子（2004年）
  - 下町・おかず横丁殺人事件簿（2005年）

WOWOW
- ドラマW 交渉人（2003年）

### テレビ番組
- 未来創造堂 -警備保障・飯田亮編-（2006年、日本テレビ）

### オリジナルビデオ
- 寄辺なき男の仕事（1991年）
- パチプロ浪花梁山泊4（1997年）
- 盗撮師 ターゲット1 制服を脱いだ美人秘書（1998年）
- フェロモン天国 素敵なお姉さんが犯してあげる（1999年）
- JINGI 仁義
  - 仁義21 極道十年戦争（1999年）
  - 仁義27 復讐の銃弾（2001年）
  - 仁義30 義理の墓場（2002年）
- 無頼の紋章（1999年）
- 籠女（1999年）
- サギ師一平2（2000年）
- 暴き屋（2000年）
- 実録梁山泊パチプロ烈伝 リーダー編（2000年）
- パチスロ水滸伝　勝負師の絶縁状（2000年）
- 真・雀鬼4 歌舞伎町・博徒通り（2000年） - 桜井の麻雀仲間
- 梁山泊5（2000年）
- 極悪-人間魚雷ブルース-（2000年）
- 続・広島やくざ戦争（2001年）
- 錬金の帝王（2001年）
- 首領への道（2002年）
- 婦人排球ママズ・アタック（2002年）

### 舞台
- 客人まろうど（2002年）

### VP
- FJB統合パッケージ・メガウェブ（1999年）